# 礼文華山トンネル
礼文華山トンネル（れぶんげさんトンネル）は、北海道の虻田郡にある北海道旅客鉄道（JR北海道）室蘭本線の鉄道トンネルである。本記事では後に本トンネルに並行して敷設された新礼文華山トンネルについても併せて記述する。

## 概要
1928年9月に供用開始された。室蘭本線の下り線専用の単線トンネルであり、上り線は新礼文華山トンネルが海側に並行して敷設されている。長万部駅方面には秘境駅の小幌駅がある。